# Argapura
L'Argapura, en indonésien et javanais Gunung Argapura, ou encore Argopuro, est un volcan d'Indonésie situé dans l'Est de Java, entre les volcans Tengger et Semeru à l'ouest et Ijen à l'est. Bien que l'on ne lui connaisse aucune éruption, il est le siège d'une intense activité fumerollienne dont les panaches émis depuis le sommet du volcan peuvent laisser penser qu'il est en éruption.